# Добржанський Феодосій Григорович
Добржа́нський (Добжанський) Феодосій (Теодосій) Григорович (12 (25) січня 1900, Немирів, Подільська губернія, Російська імперія — 18 грудня 1975, Дейвіс, Каліфорнія, США) — визначний  український і американський еволюційний біолог, генетик і зоолог. Основоположник американської популяційної генетики. Зробив великий внесок у розвиток теорії еволюції та генетики, зокрема був однією з центральних фігур у створенні сучасної синтетичної теорії еволюції. Член Лондонського королівського товариства, Німецької академії природодослідників «Леопольдина», Шведської академії наук, Данського королівського товариства. Професор Колумбійського університету.

## Життєпис
Народився на Поділлі, у Немирові, 12 (25) січня 1900 року. Захаров, який досліджував біографію Феодосія Добржанського, пише: «В його родоводі злилися польські й українські корені: батько походив із шляхетського роду, мати була донькою й онукою православних священиків»
У 1909 році родина Добржанського переїхала до Києва. Тут він навчався в Шостій київській гімназії, де був єдиним здібним у біології учнем, а тому вчитель Анатолій Поляков дозволяв йому вільно користуватися мікроскопом і кабінетом природознавства. 
У 1917—1921 роках навчався на фізико-математичному факультеті Київського університету, спеціалізувався на кафедрі зоології, де працював під керівництвом ентомолога Віктора Лучника, а надалі зоолога та цитолога Сергія Кушакевича.
В той же час у 1919—1920 роках був співробітником Комітету вивчення фауни УАН і протягом 1920—1923 років працював у Зоологічному музеї ВУАН. Одночасно протягом 1919—1923 років працював у Київському сільськогосподарському інституті Київського політехнічного інституту (зараз НУБіП), спочатку асистентом і згодом лектором.

Добржанський в молоді роки.

Протягом 1924—1927 років навчався в аспірантурі в Ленінграді у Ю. О. Філіпченко.
1924 року одружився із Наталею Сіверцевою (померла у 1969 році).
З 1927 року — у США.
У 1937 році видав книгу «Генетика та походження видів», що стала однією з найважливіших праць з синтетичної теорії еволюції. За неї 1941 року нагороджений медаллю Даніеля Жиро Елліота від Національної академії наук США.
У 1964 році став почесним доктором Оксфордського університету.
Автор понад 500 праць.
Софія Добржанська, дочка вченого, згадує епістолярне зауваження відомого еволюціоніста Ернста Майра про те, що Добржанський завжди вважав себе руським. Вона так закінчила свої спогади: «його наука становила все його життя... єдиною країною, в якій мій батько завжди відчував себе громадянином, була країна, яка не знає кордонів, це країна науки».
Серед учнів Добржанського — Франсиско Аяла, Колін Піттендрай, Річард Левонтін та інші.

## Нагороди та визнання

### Членство
- Національної академії наук США (1943)
- Американської академії мистецтв і наук
- Американського філософського товариства
- Лондонського королівського товариства
- Королівської Шведської академії наук
- Королівської Данської академії наук
- Бразильської академії наук
- Академії «Леопольдіна»
- Національної академії деї Лінчеї

### Президент
- Генетичного товариства Америки[en] (1941)
- Американського товариства натуралістів[en] (1950)
- Товариство дослідження еволюції[en] (1951)
- Американське товариство зоологів[en] (1963)
- Американська асоціація Теяра де Шардена(англ. American Teilhard de Chardin Association) (1969)
- Асоціація поведінкової генетики[en] (1973).

### Почесні ступені
- Університет Сан-Пауло (Бразилія, 1943)
- Університет Мюнстера (Німеччина, 1958)
- Монреальський університет (Канада, 1958)
- Університет Чикаго (1959)
- Сіднейський університет (Австралія, 1960)
- Оксфордський університет (Англія, 1964)
- Колумбійський університет (США, 1964)
- Левенський університет (Бельгія, 1965)
- Мічиганський університет (США, 1966)
- Університет Сіракуз (США, 1967)
- Університет Падуї (Італія, 1968)
- Університет Беркелі (США, 1968)
- Північно-Західний університет (США, 1968)

### Нагороди
- Медаль Даніеля Жиро Елліота (1946)
- Генетична премія Кімбера[de] (1958)
- Медаль Дарвіна (Академія «Леопольдіна», 1959)
- Книжкова премія Анісфілд-Вулф (1963)
- Премія П'єра Леконта дю Нуї (1963)
- Медаль Еддісона Емері Веррілла (Єльський університет, 1966)
- Золота медаль за видатне досягнення в науці (Американський музей природничої історії, 1969)
- Медаль Бенджаміна Франкліна (Інститут Франкліна, 1973)
- Національна наукова медаль США (1964)

## Наукові праці
- Dobzhansky, Th. Genetics and the Origin of Species. — Columbia University Press: New York, 1937. (2nd ed., 1941; 3rd ed., 1951)
- The Biological Basis of Human Freedom. — 1954.
- Dunn, L. C., & Dobzhansky, Th. Heredity, Race, and Society. — The New American Library of World Literature, Inc.: New York, 1946.
- Dobzhansky, Th. Evolution, Genetics, & Man. Wiley & Sons: New York, 1955.
- Dobzhansky, Th. Mankind Evolving. Yale University Press: New Haven, Connecticut, 1962.
- Dobzhansky, Th. The Biology of Ultimate Concern. New American Library: New York, 1967.
- Dobzhansky, Th. Genetics of the Evolutionary Process. Columbia University Press: New York, 1970.
- Genetic Diversity and Human Equality. — 1973.
- Dobzhansky, Th., F.J. Ayala, G.L. Stebbins & J.W. Valentine. Evolution. — W.H. Freeman: San Francisco, 1977.
- Dobzhansky, Th. Dobzhansky's Genetics of Natural Populations I-XLIII. R.C. Lewontin, J.A. Moore, W.B. Provine & B. Wallace, eds. Columbia University Press: New York, 1981. (reprints the 43 papers in this series, all but two of which were authored or co-authored by Dobzhansky)

## Цитати

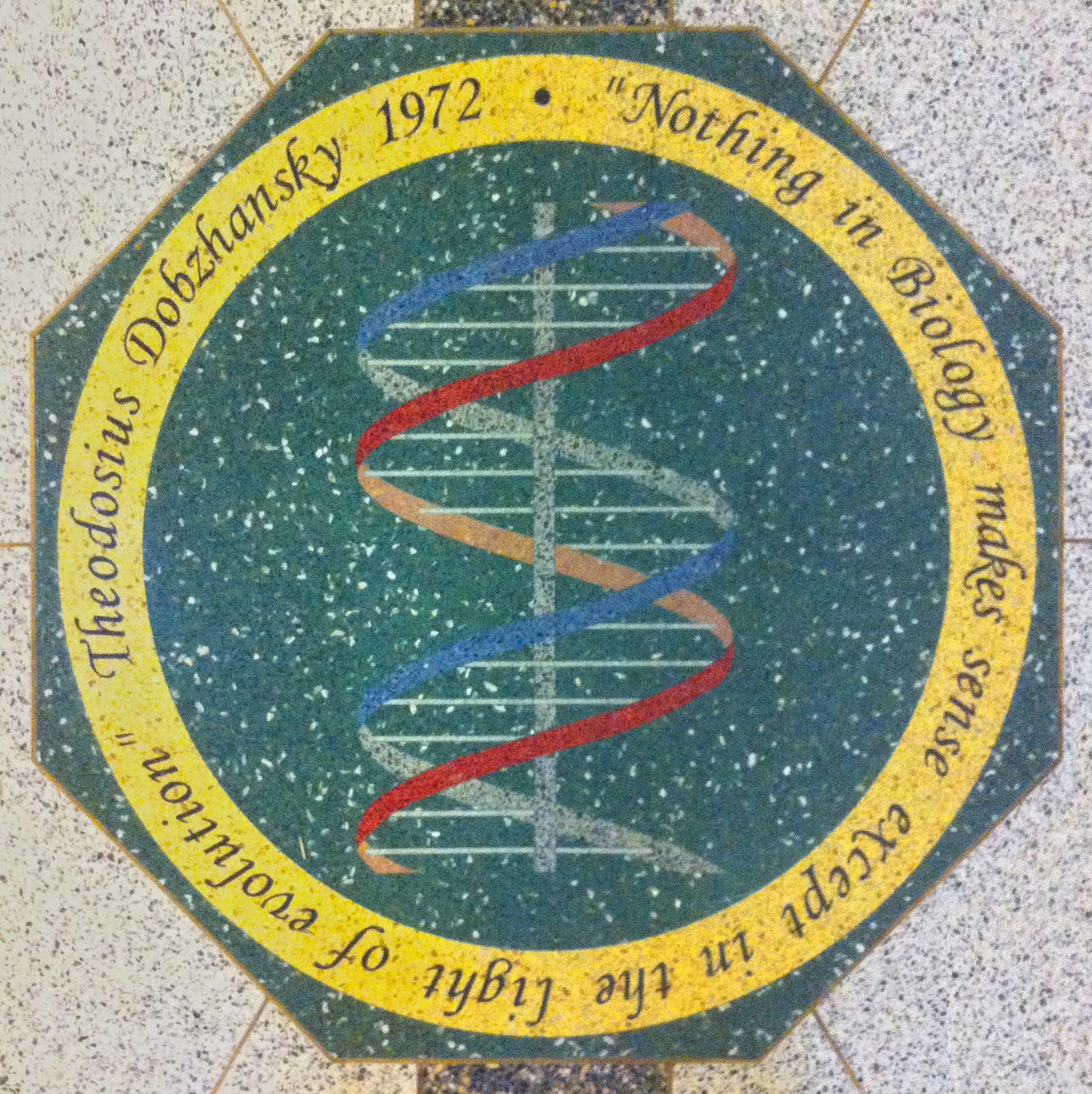
Мозаїчний медальйон на підлозі головного залу «Jordan Hall of Science» в Університеті Нотр-Дам.

Серед відомих цитат Феодосія Добржанського є одна, якій в англійській вікі присвячено окрему статтю і яка стала назвою одного його есе, опублікованого 1973 року в журналі «American Biology Teacher»:
- «nothing in biology makes sense except in the light of evolution» (ніщо в біології не має сенсу, окрім як крізь призму еволюції)

## Пам'ять
У 2019 році Наукове товариство Шевченка в США заснувало генетичний клуб імені Феодосія Добржанського.